# Hansen (cráter)

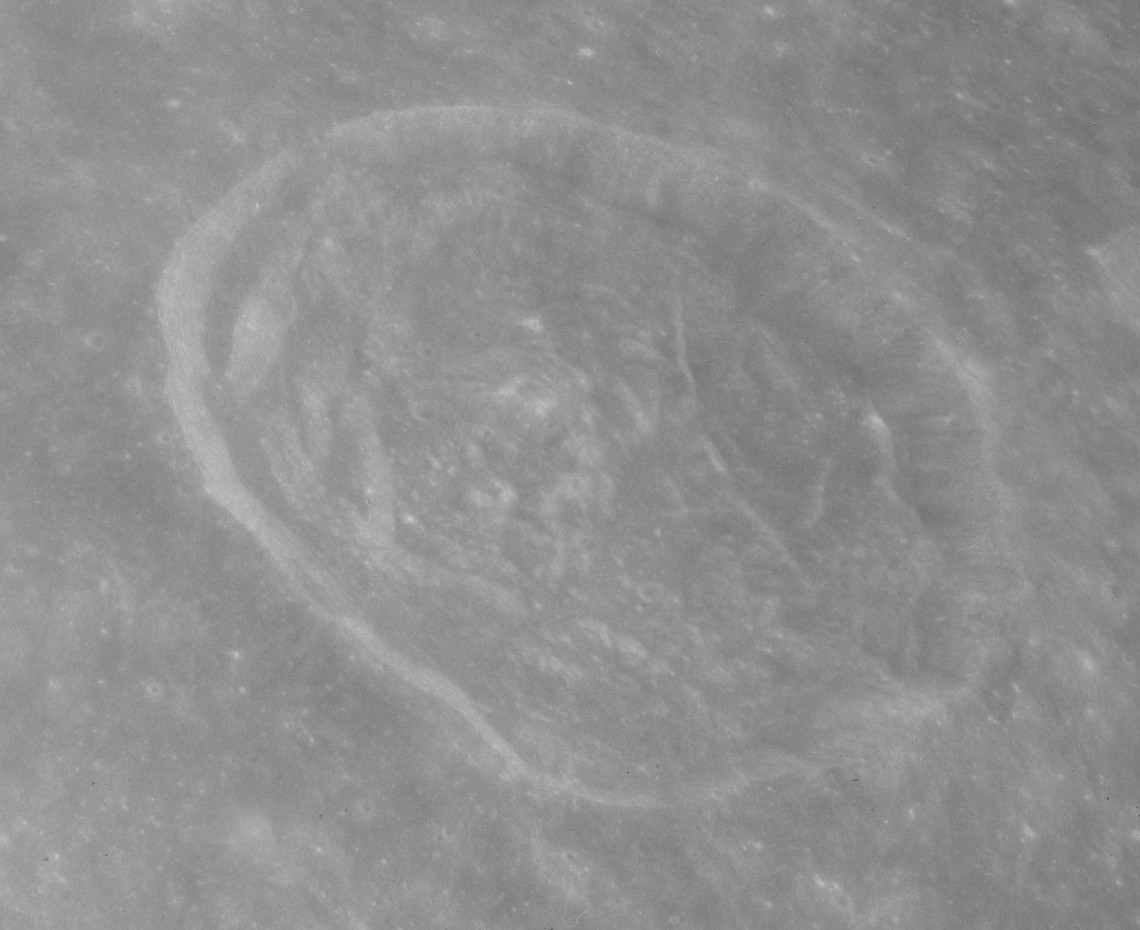
Vista oblicua desde el Apolo 17

Hansen es un cráter de impacto que se encuentra cerca de la extremidad oriental de la Luna. En este posición el cráter se observa desde la Tierra con forma ovalada debido al escorzo, pero el cráter es en realidad casi circular. Se encuentra al noreste del cráter más grande Condorcet y al sur del más pequeño Alhazen.
|  |  |

La pared exterior de Hansen es afilada, con un ligero abultamiento hacia el exterior al suroeste. Los desplomes del material de la pared interior forman una serie de terrazas, adoptando una disposición ligeramente en forma de cuenco. Presenta un pico central en el punto medio del cráter.

## Cráteres satélite
Por convención estos elementos se identifican en los mapas lunares colocando la letra en el lado del punto central del cráter más cercano a Hansen.
|        | \| Hansen \| Coordenadas \| Diámetro \| \| ------ \| ---------------------------- \| -------- \| \| A \| 13°18′N 74°18′E / 13.3, 74.3 \| 13 km \| \| B \| 14°18′N 79°54′E / 14.3, 79.9 \| 80 km \| |          |
| Hansen | Coordenadas | Diámetro |
| A      | 13°18′N 74°18′E / 13.3, 74.3 | 13 km    |
| B      | 14°18′N 79°54′E / 14.3, 79.9 | 80 km    |